# بخش انکاهواسی
بخش انکاهواسی (به اسپانیایی: Ancahuasi District) یک سکونتگاه مسکونی در پرو است که در منطقه کوزکو واقع شده‌است.

## خصوصیات
بخش انکاهواسی ۱۲۳٫۵۸ کیلومترمربع مساحت و ۷٬۵۴۳ نفر جمعیت دارد و ۳٬۴۳۵ متر بالاتر از سطح دریا واقع شده‌است.